# Adu Alvures
L'Adu Alvures è un fiume di Oschiri (OT) di 9 km. Nasce sul monte Montalvu a 995 metri d'altezza. Il fiume è un affluente di destra del Berchidda